# Glaphyrus calvaster
Glaphyrus calvaster är en skalbaggsart som beskrevs av Zaitzev 1923. Glaphyrus calvaster ingår i släktet Glaphyrus och familjen Glaphyridae. Inga underarter finns listade i Catalogue of Life.